# كمنجة

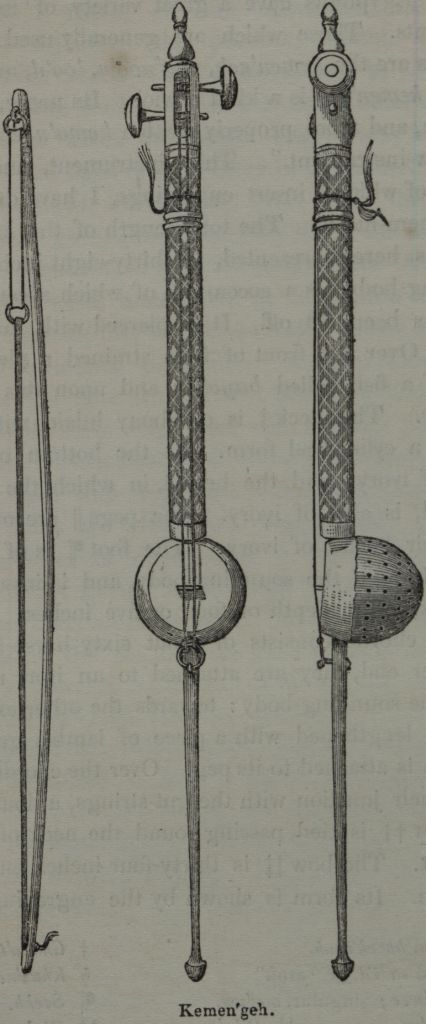
الكمنجة المصرية

الكمنجة (بالفارسية: کمانچه) هي آلة موسيقية وترية شرقية، يعزف عليها بالقوس ومعروفة أيضا بكلمة رباب. وهذا بالرغم من استعمال الكلمة المعاصر كمرادف كلمة كمان. مثل الرباب صندوق المصوت للكمنجة نصف جوزة الهند. كلمة كمنجة معربة من كلمة  کمانچه الفارسية.
تُستخدم في الموسيقى الفارسية، الأذرية، الكردية، التركية، والأرمنية. تُعد من أقدم الآلات الوترية ذات القوس في المنطقة، وتُشبه في بعض خصائصها الكمان الغربي، لكنها تختلف عنه من حيث الشكل وطريقة العزف.
تتكون الكمنجة من جسم كروي مجوف يُصنع غالبًا من خشب التوت، مغطى بجلد رقيق (عادة جلد سمك أو غزال)، وله عنق طويل مزود بأوتار (عادة أربعة أوتار). يتم العزف عليها بوضعها عموديًا على الركبة وتثبيتها أثناء العزف بقوس خاص مشدود بشعر الحصان.
تُستخدم الكمنجة في الأداءات التقليدية، خاصة ضمن الموسيقى التقليدية الفارسية (المقام الإيراني) والمقام الأذري، وغالبًا ما ترافق الغناء أو تعزف منفردة في عروض موسيقية راقية.
قال الشاعر:

## انظر أيضًا

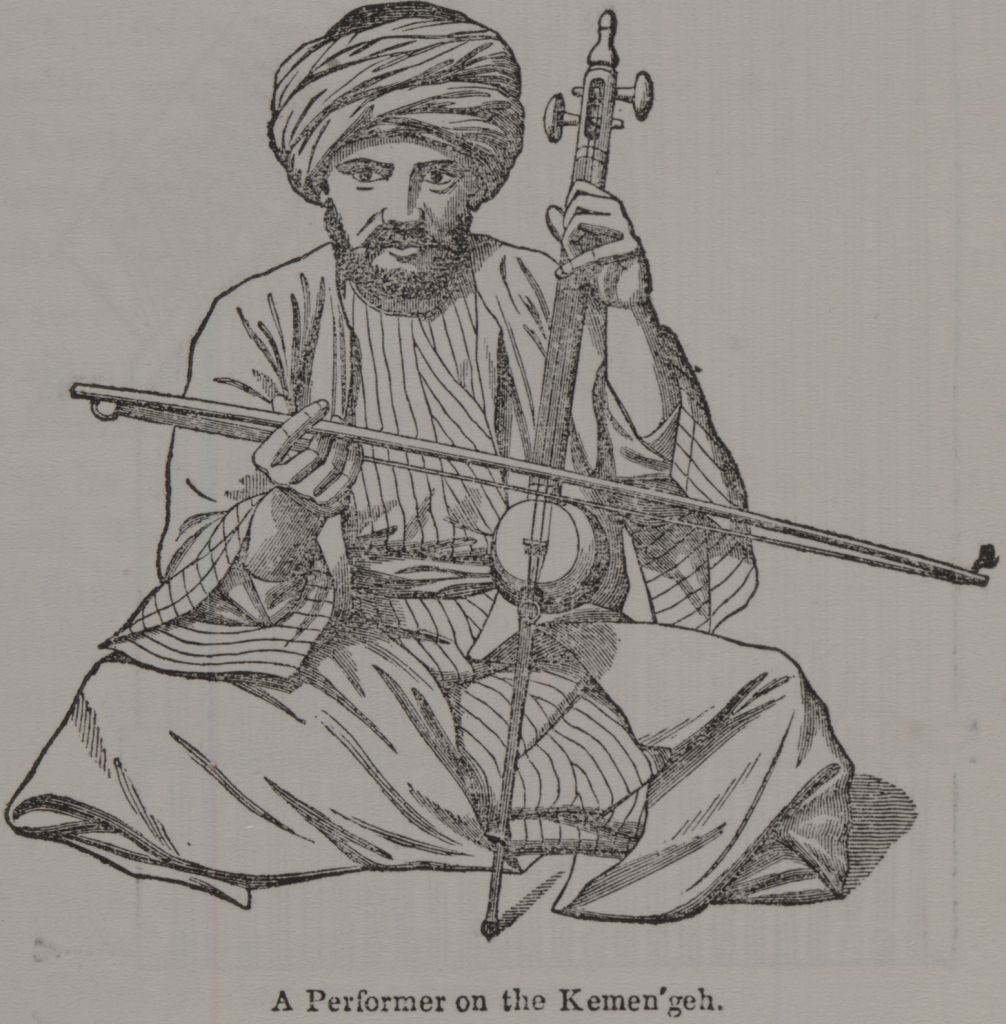
عازف الكمنجة (1836م)